# Бег, Валери
Валери Бег (фр. Valérie Bègue; род. 26 сентября 1985, Сен-Пьер) — Мисс Франция 2008 года. Она решила участвовать в конкурсе находясь в Данкерке, в Северной Франции. Она представляла остров Реюньон, заморский департамент Франции, находящийся в Индийском океане. Валери — вторая Мисс Франция родом с острова Реюньон. Первая Моник Ульдарик, стала Мисс Франция в 1976 году.

## Биография
Через две недели после конкурса Мисс Франция, фотографии Валери Бег были опубликованы во французском журнале «Entrevue», за что резидент конкурса, Женевьев де Фонтане, лишила Валери Бег короны Мисс Франция, и она была дисквалифицирована. Женевьев де Фонтане рассказала журналистам позицию компании Endemol, которой принадлежат права на проведение конкурса Мисс Франция, несогласная с её решением Летисия Блеже (Мисс Франция 2004), фотографии которой были опубликованы во французском издании журнала Playboy, покинула зал, где проходила пресс-конференция. По существующим правилам обладательница титула Мисс Франция не может сниматься в откровенных позах в течение 5 лет после получения ею титула Мисс Франция, что нарушила Валери Бег.

Женевьев де Фонтане отвергла обвинения в расизме, и утверждала, что её решение титула Валери Бег не было связано с тем фактом, что Валери родилась за пределами Франции. Тем не менее, Женевьев заявила, что Валери желательно остаться на родном острове Реюньон.

28 декабря 2007 года Женевьев де Фонтане объявила, что Валери Бег остается с титулом Мисс Франция 2008, но по существующим правилам не может участвовать в международных конкурсах.

Валери участвует в программе борьбы с раком груди и генетическими болезнями.